# Philipp Bauknecht
Philipp Bauknecht (Barcellona, 1844 – Davos, 26 febbraio 1933) è stato un pittore espressionista tedesco.

## Biografia
Nato a Barcellona in una famiglia tedesca, il padre lavorava in Spagna come orefice ed orologiaio. Nel 1893 la famiglia Bauknecht tornò in Germania, dove Philipp studiò all'Accademia statale di belle arti di Stoccarda; al termine degli studi cominciò ad insegnare nella stessa accademia. Nel 1910 gli fu diagnosticata la tubercolosi e si trasferì alla città termale di Davos. Il paesaggio alpino gli ispirò molte delle sue opere e Bauknecht si affermò come paesaggista e pittore di nature morte.
Rimasto in Svizzera anche durante la prima guerra mondiale, Bauknecht cominciò ad esporre le proprie opere a partire dagli anni venti, sia in Germania che in Svizzera. Nel 1925 sposò la ricca olandese Ada van Blommerstein e si trasferì nei Paesi Bassi con la moglie, da cui ebbe anche un figlio. Il declinare della sua salute lo spinse però a tornare a Davos nel 1933, dove morì sotto i ferri durante un'operazione per rimuovere il suo cancro gastrico. La moglie portò le sue opere a Baarn e le nascose dai nazisti, che nel 1937 avrebbero bollato Bauknecht come artista degenerato e avrebbero esposto i suoi quadri nella famigerata mostra di Monaco. La gran parte delle sue opere fu confiscata e distrutta. Una riscoperta e rivalutazione critica dell'artista è iniziata negli anni sessanta.